# Llista de topònims de Llambilles
Llista de topònims (noms propis de lloc) del municipi de Llambilles, al Gironès
Informació actualitzada per un bot. Els canvis manuals es perdran quan s'actualitzi!

## cabana
| imatge | Nom                 | Ubicat a   | instància de | Detalls | coordenades                                                         | Protecció | Commons (més fotos) | Dades a WD                    |
| ------ | ------------------- | ---------- | ------------ | ------- | ------------------------------------------------------------------- | --------- | ------------------- | ----------------------------- |
|        | barraca d'en Costa  | Llambilles | cabana       |         | 41° 54′ 59″ N, 2° 53′ 03″ E / 41.9163209966151°N,2.88412566375681°E |           |                     | Modifica les dades a Wikidata |
|        | barraca d'en Revell | Llambilles | cabana       |         | 41° 55′ 12″ N, 2° 51′ 06″ E / 41.9201295549561°N,2.85166624898477°E |           |                     | Modifica les dades a Wikidata |

## entitat singular de població
| imatge | Nom                                | Ubicat a   | instància de                                                                   | Detalls | coordenades                                                                 | Protecció | Commons (més fotos) | Dades a WD                    |
| ------ | ---------------------------------- | ---------- | ------------------------------------------------------------------------------ | ------- | --------------------------------------------------------------------------- | --------- | ------------------- | ----------------------------- |
|        | Erols                              | Llambilles | entitat singular de població                                                   | 95 hab  | 41° 55′ 48″ N, 2° 51′ 02″ E / 41.930117°N,2.850556°E 135 msnm               |           |                     | Modifica les dades a Wikidata |
|        | Llambilles                         | Llambilles | entitat singular de població ens local històric de Catalunya capital municipal | 171 hab | 41° 55′ 16″ N, 2° 51′ 33″ E / 41.92111°N,2.859181°E 142 msnm                |           |                     | Modifica les dades a Wikidata |
|        | Pla del Bugantó                    | Llambilles | entitat singular de població                                                   | 22 hab  | 41° 54′ 34″ N, 2° 50′ 39″ E / 41.909343°N,2.844181°E 130 msnm               |           |                     | Modifica les dades a Wikidata |
|        | Rei del Corb                       | Llambilles | entitat singular de població urbanització                                      | 10 hab  | 41° 55′ 52″ N, 2° 51′ 29″ E / 41.931104°N,2.858123°E 148 msnm               |           |                     | Modifica les dades a Wikidata |
|        | Sant Cristòfol                     | Llambilles | entitat singular de població                                                   | 103 hab | 41° 54′ 49″ N, 2° 52′ 50″ E / 41.913666666667°N,2.8804166666667°E 142 msnm  |           |                     | Modifica les dades a Wikidata |
|        | Veïnat de l'Estació                | Llambilles | entitat singular de població                                                   | 185 hab | 41° 55′ 09″ N, 2° 50′ 54″ E / 41.919176°N,2.848461°E 121.575 msnm           |           |                     | Modifica les dades a Wikidata |
|        | Veïnat de la Carretera de Fornells | Llambilles | entitat singular de població nucli de població                                 | 73 hab  | 41° 55′ 23″ N, 2° 50′ 29″ E / 41.923165°N,2.841387°E 129.984 125 msnm       |           |                     | Modifica les dades a Wikidata |
|        | les Conques                        | Llambilles | entitat singular de població polígon industrial                                | 16 hab  | 41° 54′ 59″ N, 2° 50′ 56″ E / 41.9162801914689°N,2.8490101400393°E 111 msnm |           |                     | Modifica les dades a Wikidata |

## església
| imatge | Nom                              | Ubicat a   | instància de | Detalls                                                               | coordenades                                                                | Protecció                                  | Commons (més fotos)              | Dades a WD                    |
| ------ | -------------------------------- | ---------- | ------------ | --------------------------------------------------------------------- | -------------------------------------------------------------------------- | ------------------------------------------ | -------------------------------- | ----------------------------- |
|        | Mare de Déu de la Pietat d'Erols | Llambilles | església     | Estil: arquitectura popular                                           | 41° 55′ 45″ N, 2° 51′ 03″ E / 41.929230555556°N,2.8507805555556°E 141 msnm | bé integrant del patrimoni cultural català | Mare de Déu de la Pietat d'Erols | Modifica les dades a Wikidata |
|        | Sant Cristòfol de Llambilles     | Llambilles | església     | Estil: arquitectura romànica arquitectura gòtica arquitectura barroca | 41° 55′ 16″ N, 2° 51′ 33″ E / 41.921025°N,2.859166°E 135 msnm              | bé integrant del patrimoni cultural català | Sant Cristòfol de Llambilles     | Modifica les dades a Wikidata |
|        | Sant Cristòfol del Bosc          | Llambilles | església     | Estil: arquitectura romànica                                          | 41° 54′ 49″ N, 2° 52′ 50″ E / 41.9136°N,2.88061°E                          | bé integrant del patrimoni cultural català | Sant Cristòfol del Bosc          | Modifica les dades a Wikidata |

## granja
| imatge | Nom                    | Ubicat a   | instància de | Detalls | coordenades                                                         | Protecció | Commons (més fotos) | Dades a WD                    |
| ------ | ---------------------- | ---------- | ------------ | ------- | ------------------------------------------------------------------- | --------- | ------------------- | ----------------------------- |
|        | Granges de la Casanova | Llambilles | granja       |         | 41° 55′ 21″ N, 2° 52′ 19″ E / 41.9224417932512°N,2.87204244174665°E |           |                     | Modifica les dades a Wikidata |
|        | Granja Gavarres        | Llambilles | granja       |         | 41° 55′ 30″ N, 2° 51′ 41″ E / 41.9249244511951°N,2.86150861639371°E |           |                     | Modifica les dades a Wikidata |
|        | Granja Sant Antoni     | Llambilles | granja       |         | 41° 55′ 10″ N, 2° 50′ 19″ E / 41.9193912305081°N,2.8384869120182°E  |           |                     | Modifica les dades a Wikidata |
|        | Granja de Ca l'Ocell   | Llambilles | granja       |         | 41° 54′ 42″ N, 2° 50′ 34″ E / 41.9117052449425°N,2.8426783797787°E  |           |                     | Modifica les dades a Wikidata |
|        | Granja de Can Giralds  | Llambilles | granja       |         | 41° 54′ 40″ N, 2° 50′ 51″ E / 41.9111533634963°N,2.84752703542948°E |           |                     | Modifica les dades a Wikidata |

## masia
| imatge | Nom                      | Ubicat a   | instància de | Detalls                                  | coordenades                                                                                           | Protecció                                  | Commons (més fotos)   | Dades a WD                    |
| ------ | ------------------------ | ---------- | ------------ | ---------------------------------------- | --- | ------------------------------------------ | --------------------- | ----------------------------- |
|        | Ca l'Alegre              | Llambilles | masia        |                                          | 41° 55′ 21″ N, 2° 52′ 07″ E / 41.9224469460312°N,2.86862942626281°E                                   |                                            |                       | Modifica les dades a Wikidata |
|        | Ca l'Emili Tolosa        | Llambilles | masia        |                                          | 41° 55′ 14″ N, 2° 51′ 03″ E / 41.9204886535125°N,2.85076093839971°E                                   |                                            |                       | Modifica les dades a Wikidata |
|        | Ca l'Hernández           | Llambilles | masia        |                                          | 41° 55′ 23″ N, 2° 50′ 19″ E / 41.9230932784412°N,2.83867053937485°E                                   |                                            |                       | Modifica les dades a Wikidata |
|        | Ca l'Ocell               | Llambilles | masia        |                                          | 41° 54′ 45″ N, 2° 50′ 30″ E / 41.9125145287636°N,2.84171173513984°E                                   |                                            |                       | Modifica les dades a Wikidata |
|        | Ca l'Oliver              | Llambilles | masia        |                                          | 41° 55′ 28″ N, 2° 50′ 32″ E / 41.924566355838°N,2.84224879291383°E                                    |                                            |                       | Modifica les dades a Wikidata |
|        | Ca l'Oliver              | Llambilles | masia        |                                          | 41° 55′ 51″ N, 2° 51′ 21″ E / 41.9307718487539°N,2.85581492877978°E                                   |                                            |                       | Modifica les dades a Wikidata |
|        | Ca l'Oviedo              | Llambilles | masia        |                                          | 41° 54′ 53″ N, 2° 52′ 03″ E / 41.9146547858259°N,2.86751189614169°E                                   |                                            |                       | Modifica les dades a Wikidata |
|        | Ca la Balbina            | Llambilles | masia        |                                          | 41° 55′ 19″ N, 2° 51′ 35″ E / 41.9219229298418°N,2.85964580857511°E                                   |                                            |                       | Modifica les dades a Wikidata |
|        | Ca la Foix               | Llambilles | masia        |                                          | 41° 55′ 59″ N, 2° 51′ 27″ E / 41.93316976641°N,2.85751028562646°E                                     |                                            |                       | Modifica les dades a Wikidata |
|        | Ca la Judit              | Llambilles | masia        |                                          | 41° 55′ 12″ N, 2° 51′ 28″ E / 41.9199210384371°N,2.85770859776134°E                                   |                                            |                       | Modifica les dades a Wikidata |
|        | Ca la Quimeta            | Llambilles | masia        |                                          | 41° 55′ 08″ N, 2° 50′ 57″ E / 41.9190094169297°N,2.84913636051081°E                                   |                                            |                       | Modifica les dades a Wikidata |
|        | Ca la Roser Bosc         | Llambilles | masia        |                                          | 41° 55′ 15″ N, 2° 51′ 07″ E / 41.9207963356104°N,2.85188178074729°E                                   |                                            |                       | Modifica les dades a Wikidata |
|        | Ca la Sònia Port         | Llambilles | masia        |                                          | 41° 54′ 52″ N, 2° 51′ 54″ E / 41.9143636618649°N,2.865016374853°E                                     |                                            |                       | Modifica les dades a Wikidata |
|        | Ca la Trini              | Llambilles | masia        |                                          | 41° 55′ 03″ N, 2° 50′ 57″ E / 41.9175685403669°N,2.84929652329856°E                                   |                                            |                       | Modifica les dades a Wikidata |
|        | Cal Carreter             | Llambilles | masia        |                                          | 41° 54′ 28″ N, 2° 51′ 01″ E / 41.9076442897676°N,2.85024827830881°E                                   |                                            |                       | Modifica les dades a Wikidata |
|        | Cal Ferrer               | Llambilles | masia        |                                          | 41° 55′ 15″ N, 2° 51′ 00″ E / 41.9208841028045°N,2.8501087881118°E                                    |                                            |                       | Modifica les dades a Wikidata |
|        | Cal Frare                | Llambilles | masia        |                                          | 41° 55′ 49″ N, 2° 51′ 06″ E / 41.9303882334959°N,2.85163042308627°E                                   |                                            |                       | Modifica les dades a Wikidata |
|        | Cal Fuster de les Costes | Llambilles | masia        |                                          | 41° 55′ 30″ N, 2° 50′ 45″ E / 41.9249313939024°N,2.845757515311°E                                     |                                            |                       | Modifica les dades a Wikidata |
|        | Cal Fusteret             | Llambilles | masia        |                                          | 41° 55′ 52″ N, 2° 51′ 25″ E / 41.9311065916747°N,2.8570082851494°E                                    |                                            |                       | Modifica les dades a Wikidata |
|        | Cal General              | Llambilles | masia        |                                          | 41° 55′ 37″ N, 2° 50′ 34″ E / 41.9270798514117°N,2.8426888564841°E                                    |                                            |                       | Modifica les dades a Wikidata |
|        | Cal General              | Llambilles | masia        |                                          | 41° 55′ 03″ N, 2° 50′ 34″ E / 41.9174606358967°N,2.84271248193141°E                                   |                                            |                       | Modifica les dades a Wikidata |
|        | Cal Rajoler              | Llambilles | masia        |                                          | 41° 55′ 03″ N, 2° 51′ 06″ E / 41.9175084304199°N,2.85155172727289°E                                   |                                            |                       | Modifica les dades a Wikidata |
|        | Cal Rei                  | Llambilles | masia        |                                          | 41° 54′ 31″ N, 2° 50′ 40″ E / 41.9087353746383°N,2.84442195266759°E 131 msnm                          |                                            |                       | Modifica les dades a Wikidata |
|        | Cal Rei del Corb         | Llambilles | masia        |                                          | 41° 55′ 50″ N, 2° 51′ 27″ E / 41.9305307595659°N,2.85749203560688°E                                   |                                            |                       | Modifica les dades a Wikidata |
|        | Cal Sabater              | Llambilles | masia        |                                          | 41° 55′ 02″ N, 2° 51′ 22″ E / 41.9172889275709°N,2.85600205010694°E                                   |                                            |                       | Modifica les dades a Wikidata |
|        | Cal Suís                 | Llambilles | masia        |                                          | 41° 54′ 58″ N, 2° 51′ 19″ E / 41.916090102332°N,2.85526915259393°E                                    |                                            |                       | Modifica les dades a Wikidata |
|        | Cal Tacó                 | Llambilles | masia        |                                          | 41° 54′ 55″ N, 2° 53′ 00″ E / 41.9152484694492°N,2.88341613844554°E                                   |                                            |                       | Modifica les dades a Wikidata |
|        | Cal Tutu                 | Llambilles | masia        |                                          | 41° 55′ 20″ N, 2° 52′ 04″ E / 41.9220856370091°N,2.86772566581898°E                                   |                                            |                       | Modifica les dades a Wikidata |
|        | Cal Verd                 | Llambilles | masia        |                                          | 41° 54′ 46″ N, 2° 50′ 33″ E / 41.9127587396828°N,2.84245874410823°E                                   |                                            |                       | Modifica les dades a Wikidata |
|        | Can Baldiri              | Llambilles | masia        |                                          | 41° 55′ 26″ N, 2° 50′ 18″ E / 41.9239935636085°N,2.83839088274046°E                                   |                                            |                       | Modifica les dades a Wikidata |
|        | Can Bassets              | Llambilles | masia        |                                          | 41° 55′ 20″ N, 2° 51′ 35″ E / 41.9223373441085°N,2.85972932086818°E                                   |                                            |                       | Modifica les dades a Wikidata |
|        | Can Begur                | Llambilles | masia        |                                          | 41° 55′ 17″ N, 2° 50′ 23″ E / 41.9215276397982°N,2.83977193534928°E                                   |                                            |                       | Modifica les dades a Wikidata |
|        | Can Boronat              | Llambilles | masia        |                                          | 41° 55′ 08″ N, 2° 52′ 00″ E / 41.9189319005316°N,2.86655035490606°E                                   |                                            |                       | Modifica les dades a Wikidata |
|        | Can Cano                 | Llambilles | masia        |                                          | 41° 55′ 47″ N, 2° 51′ 03″ E / 41.929711680391°N,2.85082387327108°E                                    |                                            |                       | Modifica les dades a Wikidata |
|        | Can Carmelito            | Llambilles | masia        |                                          | 41° 55′ 13″ N, 2° 51′ 01″ E / 41.9203259667198°N,2.85032716868269°E                                   |                                            |                       | Modifica les dades a Wikidata |
|        | Can Casadamont           | Llambilles | masia        |                                          | 41° 54′ 52″ N, 2° 51′ 05″ E / 41.9145090981609°N,2.85149838466313°E                                   |                                            |                       | Modifica les dades a Wikidata |
|        | Can Cillán               | Llambilles | masia        |                                          | 41° 55′ 21″ N, 2° 50′ 38″ E / 41.9224878731593°N,2.84377348460502°E                                   |                                            |                       | Modifica les dades a Wikidata |
|        | Can Clapers              | Llambilles | masia        |                                          | 41° 55′ 19″ N, 2° 51′ 00″ E / 41.9218388509174°N,2.85013067362355°E                                   |                                            |                       | Modifica les dades a Wikidata |
|        | Can Clarà                | Llambilles | masia        |                                          | 41° 55′ 00″ N, 2° 51′ 13″ E / 41.9165383313278°N,2.85360400124407°E                                   |                                            |                       | Modifica les dades a Wikidata |
|        | Can Claus                | Llambilles | masia        |                                          | 41° 54′ 57″ N, 2° 51′ 12″ E / 41.9159434227213°N,2.85324359489647°E                                   |                                            |                       | Modifica les dades a Wikidata |
|        | Can Condom               | Llambilles | masia        |                                          | 41° 55′ 24″ N, 2° 50′ 21″ E / 41.9234090394586°N,2.83904361226375°E                                   |                                            |                       | Modifica les dades a Wikidata |
|        | Can Costa Nou            | Llambilles | masia        |                                          | 41° 55′ 31″ N, 2° 50′ 59″ E / 41.9253328893697°N,2.84967625341778°E                                   |                                            |                       | Modifica les dades a Wikidata |
|        | Can Creuet               | Llambilles | masia        |                                          | 41° 55′ 44″ N, 2° 50′ 40″ E / 41.92891946344°N,2.84432467463884°E                                     |                                            |                       | Modifica les dades a Wikidata |
|        | Can Crig                 | Llambilles | masia        |                                          | 41° 55′ 03″ N, 2° 52′ 07″ E / 41.9176283930921°N,2.8686996049122°E                                    |                                            |                       | Modifica les dades a Wikidata |
|        | Can Cuéllar              | Llambilles | masia        |                                          | 41° 54′ 52″ N, 2° 51′ 10″ E / 41.9144476038622°N,2.85270438540646°E                                   |                                            |                       | Modifica les dades a Wikidata |
|        | Can Càndido              | Llambilles | masia        |                                          | 41° 55′ 14″ N, 2° 50′ 56″ E / 41.920630475702°N,2.84901194479949°E                                    |                                            |                       | Modifica les dades a Wikidata |
|        | Can Deners               | Llambilles | masia        |                                          | 41° 54′ 49″ N, 2° 51′ 09″ E / 41.9134927311511°N,2.85258599680814°E                                   |                                            |                       | Modifica les dades a Wikidata |
|        | Can Duran                | Llambilles | masia        |                                          | 41° 55′ 22″ N, 2° 50′ 15″ E / 41.9227132599184°N,2.83744136265677°E                                   |                                            |                       | Modifica les dades a Wikidata |
|        | Can Felip                | Llambilles | masia        |                                          | 41° 55′ 40″ N, 2° 50′ 57″ E / 41.9277011593016°N,2.84928473932049°E                                   |                                            |                       | Modifica les dades a Wikidata |
|        | Can Fidel                | Llambilles | masia        |                                          | 41° 54′ 58″ N, 2° 51′ 32″ E / 41.9160495563324°N,2.85887485045615°E                                   |                                            |                       | Modifica les dades a Wikidata |
|        | Can Fidel Nou            | Llambilles | masia        |                                          | 41° 54′ 56″ N, 2° 51′ 33″ E / 41.9156717602454°N,2.85927362357056°E                                   |                                            |                       | Modifica les dades a Wikidata |
|        | Can Figuerola            | Llambilles | masia        |                                          | 41° 55′ 03″ N, 2° 50′ 59″ E / 41.91743394467°N,2.84968273256638°E                                     |                                            |                       | Modifica les dades a Wikidata |
|        | Can Fontanet             | Llambilles | masia        |                                          | 41° 55′ 44″ N, 2° 50′ 26″ E / 41.9289774977593°N,2.84066995438009°E                                   |                                            |                       | Modifica les dades a Wikidata |
|        | Can Fornaca              | Llambilles | masia        |                                          | 41° 54′ 57″ N, 2° 51′ 58″ E / 41.9156978651225°N,2.86603856306991°E                                   |                                            |                       | Modifica les dades a Wikidata |
|        | Can Frou del Bosc        | Llambilles | masia        |                                          | 41° 55′ 27″ N, 2° 50′ 28″ E / 41.9240784615174°N,2.84114043843769°E                                   |                                            |                       | Modifica les dades a Wikidata |
|        | Can Fuentes              | Llambilles | masia        |                                          | 41° 55′ 13″ N, 2° 51′ 29″ E / 41.9202816524421°N,2.857985169286°E                                     |                                            |                       | Modifica les dades a Wikidata |
|        | Can Garcia               | Llambilles | masia        |                                          | 41° 55′ 14″ N, 2° 51′ 29″ E / 41.920642027426°N,2.85806878847301°E                                    |                                            |                       | Modifica les dades a Wikidata |
|        | Can Giralds              | Llambilles | masia        |                                          | 41° 54′ 42″ N, 2° 50′ 48″ E / 41.9117104986504°N,2.84656106423527°E                                   |                                            |                       | Modifica les dades a Wikidata |
|        | Can Grau                 | Llambilles | masia        |                                          | 41° 55′ 23″ N, 2° 51′ 03″ E / 41.9231095893888°N,2.85073071060781°E                                   |                                            |                       | Modifica les dades a Wikidata |
|        | Can Guic                 | Llambilles | masia        |                                          | 41° 55′ 45″ N, 2° 51′ 06″ E / 41.9290913552551°N,2.85170579628057°E                                   |                                            |                       | Modifica les dades a Wikidata |
|        | Can Güell                | Llambilles | masia        |                                          | 41° 54′ 33″ N, 2° 51′ 02″ E / 41.9093019144957°N,2.85053378697359°E                                   |                                            |                       | Modifica les dades a Wikidata |
|        | Can Güell Nou            | Llambilles | masia        |                                          | 41° 54′ 35″ N, 2° 51′ 05″ E / 41.9096271135568°N,2.85126854652928°E                                   |                                            |                       | Modifica les dades a Wikidata |
|        | Can Jeppont              | Llambilles | masia        |                                          | 41° 54′ 36″ N, 2° 51′ 16″ E / 41.9098925417501°N,2.85457174696613°E                                   |                                            |                       | Modifica les dades a Wikidata |
|        | Can Joan Esteve          | Llambilles | masia        |                                          | 41° 55′ 10″ N, 2° 50′ 58″ E / 41.9194510807927°N,2.8493885702418°E                                    |                                            |                       | Modifica les dades a Wikidata |
|        | Can Joan Sitges          | Llambilles | masia        |                                          | 41° 54′ 47″ N, 2° 50′ 39″ E / 41.9130673226315°N,2.84418232528119°E                                   |                                            |                       | Modifica les dades a Wikidata |
|        | Can Joan Xiu             | Llambilles | masia        |                                          | 41° 55′ 16″ N, 2° 50′ 28″ E / 41.9212054068021°N,2.84121992390207°E                                   |                                            |                       | Modifica les dades a Wikidata |
|        | Can Joanet Tomàs         | Llambilles | masia        |                                          | 41° 55′ 41″ N, 2° 51′ 00″ E / 41.9281613881078°N,2.8499590812489°E                                    |                                            |                       | Modifica les dades a Wikidata |
|        | Can Josep Massegur       | Llambilles | masia        |                                          | 41° 55′ 19″ N, 2° 50′ 25″ E / 41.9220689352588°N,2.84040976200604°E                                   |                                            |                       | Modifica les dades a Wikidata |
|        | Can Josep de l'Hostal    | Llambilles | masia        |                                          | 41° 55′ 13″ N, 2° 51′ 50″ E / 41.9202887085931°N,2.86380998009806°E                                   |                                            |                       | Modifica les dades a Wikidata |
|        | Can Lara                 | Llambilles | masia        |                                          | 41° 55′ 11″ N, 2° 51′ 29″ E / 41.9196964660181°N,2.85819147947449°E                                   |                                            |                       | Modifica les dades a Wikidata |
|        | Can Lara                 | Llambilles | masia        |                                          | 41° 55′ 21″ N, 2° 50′ 28″ E / 41.9224391989426°N,2.84112038443081°E                                   |                                            |                       | Modifica les dades a Wikidata |
|        | Can Maimí                | Llambilles | masia        |                                          | 41° 54′ 37″ N, 2° 53′ 04″ E / 41.9101876913391°N,2.88445025875727°E                                   |                                            |                       | Modifica les dades a Wikidata |
|        | Can Marc                 | Llambilles | masia        |                                          | 41° 55′ 16″ N, 2° 50′ 57″ E / 41.9212429830089°N,2.84904668044339°E                                   |                                            |                       | Modifica les dades a Wikidata |
|        | Can Massalip             | Llambilles | masia        |                                          | 41° 55′ 19″ N, 2° 51′ 44″ E / 41.9218901874331°N,2.86235937665285°E                                   |                                            |                       | Modifica les dades a Wikidata |
|        | Can Massó                | Llambilles | masia        |                                          | 41° 55′ 17″ N, 2° 51′ 00″ E / 41.921433263181°N,2.8499145445514°E                                     |                                            |                       | Modifica les dades a Wikidata |
|        | Can Mates                | Llambilles | masia        |                                          | 41° 55′ 18″ N, 2° 51′ 35″ E / 41.9217067232836°N,2.8596101025332°E                                    |                                            |                       | Modifica les dades a Wikidata |
|        | Can Moreno               | Llambilles | masia        |                                          | 41° 55′ 21″ N, 2° 50′ 17″ E / 41.9225070246957°N,2.83809313144003°E                                   |                                            |                       | Modifica les dades a Wikidata |
|        | Can Morrofred            | Llambilles | masia        |                                          | 41° 55′ 11″ N, 2° 51′ 54″ E / 41.9197047209623°N,2.86504129820228°E                                   |                                            |                       | Modifica les dades a Wikidata |
|        | Can Morrofred Petit      | Llambilles | masia        |                                          | 41° 55′ 10″ N, 2° 51′ 48″ E / 41.9195765577071°N,2.86329293375865°E                                   |                                            |                       | Modifica les dades a Wikidata |
|        | Can Nepres               | Llambilles | masia        |                                          | 41° 55′ 06″ N, 2° 50′ 19″ E / 41.9183918191775°N,2.83873061854824°E                                   |                                            |                       | Modifica les dades a Wikidata |
|        | Can Ninu                 | Llambilles | masia        | Estil: arquitectura popular              | 41° 55′ 16″ N, 2° 53′ 09″ E / 41.921187°N,2.885954°E                                                  | bé integrant del patrimoni cultural català |                       | Modifica les dades a Wikidata |
|        | Can Paciència            | Llambilles | masia        |                                          | 41° 55′ 38″ N, 2° 50′ 52″ E / 41.9273209829544°N,2.84785037445848°E                                   |                                            |                       | Modifica les dades a Wikidata |
|        | Can Palancar             | Llambilles | masia        |                                          | 41° 55′ 26″ N, 2° 50′ 32″ E / 41.9239449727232°N,2.84231062540431°E                                   |                                            |                       | Modifica les dades a Wikidata |
|        | Can Parera               | Llambilles | masia        |                                          | 41° 54′ 32″ N, 2° 50′ 51″ E / 41.9090095743109°N,2.84739950375083°E                                   |                                            |                       | Modifica les dades a Wikidata |
|        | Can Parera Nou           | Llambilles | masia        |                                          | 41° 54′ 29″ N, 2° 50′ 49″ E / 41.9081892511421°N,2.84687093161313°E                                   |                                            |                       | Modifica les dades a Wikidata |
|        | Can Pere Serra           | Llambilles | masia        |                                          | 41° 55′ 49″ N, 2° 51′ 11″ E / 41.9303269393128°N,2.85299352277794°E                                   |                                            |                       | Modifica les dades a Wikidata |
|        | Can Port                 | Llambilles | masia        |                                          | 41° 54′ 49″ N, 2° 51′ 57″ E / 41.9135178447017°N,2.86571754463454°E                                   |                                            |                       | Modifica les dades a Wikidata |
|        | Can Pozo                 | Llambilles | masia        |                                          | 41° 55′ 42″ N, 2° 50′ 52″ E / 41.9284195505155°N,2.84765478469654°E                                   |                                            |                       | Modifica les dades a Wikidata |
|        | Can Pujades              | Llambilles | masia        |                                          | 41° 54′ 48″ N, 2° 51′ 14″ E / 41.9132693335957°N,2.85397322227271°E                                   |                                            |                       | Modifica les dades a Wikidata |
|        | Can Queló                | Llambilles | masia        |                                          | 41° 55′ 48″ N, 2° 51′ 00″ E / 41.9298818661211°N,2.85009978747063°E                                   |                                            |                       | Modifica les dades a Wikidata |
|        | Can Rabell de Cassà      | Llambilles | masia        |                                          | 41° 55′ 07″ N, 2° 52′ 03″ E / 41.9187258897588°N,2.86753965394553°E                                   |                                            |                       | Modifica les dades a Wikidata |
|        | Can Ranella              | Llambilles | masia        |                                          | 41° 55′ 33″ N, 2° 50′ 40″ E / 41.9259111930225°N,2.84431992728752°E                                   |                                            |                       | Modifica les dades a Wikidata |
|        | Can Requesens            | Llambilles | masia        |                                          | 41° 55′ 33″ N, 2° 51′ 14″ E / 41.9256986542035°N,2.8539328220342°E 127 msnm                           |                                            |                       | Modifica les dades a Wikidata |
|        | Can Ric                  | Llambilles | masia        |                                          | 41° 55′ 17″ N, 2° 51′ 34″ E / 41.9214363285746°N,2.85945391655875°E                                   |                                            |                       | Modifica les dades a Wikidata |
|        | Can Riquet               | Llambilles | masia        |                                          | 41° 55′ 42″ N, 2° 51′ 02″ E / 41.9283243588117°N,2.85061000389079°E                                   |                                            |                       | Modifica les dades a Wikidata |
|        | Can Rodríguez            | Llambilles | masia        |                                          | 41° 55′ 43″ N, 2° 50′ 32″ E / 41.9286104524611°N,2.84228707496692°E                                   |                                            |                       | Modifica les dades a Wikidata |
|        | Can Roure                | Llambilles | masia        |                                          | 41° 55′ 22″ N, 2° 50′ 36″ E / 41.9227213256265°N,2.8432422690108°E                                    |                                            |                       | Modifica les dades a Wikidata |
|        | Can Santi                | Llambilles | masia        |                                          | 41° 55′ 06″ N, 2° 50′ 57″ E / 41.918225923449°N,2.84921056160254°E                                    |                                            |                       | Modifica les dades a Wikidata |
|        | Can Secolí               | Llambilles | masia        |                                          | 41° 55′ 36″ N, 2° 50′ 21″ E / 41.9266336081313°N,2.83914405526761°E                                   |                                            |                       | Modifica les dades a Wikidata |
|        | Can Segarra              | Llambilles | masia        |                                          | 41° 55′ 44″ N, 2° 51′ 03″ E / 41.9290001472698°N,2.8508255310012°E                                    |                                            |                       | Modifica les dades a Wikidata |
|        | Can Serrà                | Llambilles | masia        |                                          | 41° 55′ 21″ N, 2° 50′ 23″ E / 41.9224914467354°N,2.83982982458163°E                                   |                                            |                       | Modifica les dades a Wikidata |
|        | Can Siset de l'Horta     | Llambilles | masia        |                                          | 41° 55′ 03″ N, 2° 50′ 29″ E / 41.9174498711146°N,2.84143423883448°E                                   |                                            |                       | Modifica les dades a Wikidata |
|        | Can Sunyer Nou           | Llambilles | masia        |                                          | 41° 55′ 20″ N, 2° 51′ 33″ E / 41.9223006380322°N,2.85917463846146°E                                   |                                            |                       | Modifica les dades a Wikidata |
|        | Can Talavera             | Llambilles | masia        |                                          | 41° 55′ 12″ N, 2° 51′ 30″ E / 41.9199578706216°N,2.85835973539801°E                                   |                                            |                       | Modifica les dades a Wikidata |
|        | Can Tarragona del Clot   | Llambilles | masia        |                                          | 41° 55′ 01″ N, 2° 52′ 18″ E / 41.9170374074543°N,2.87176382019001°E                                   |                                            |                       | Modifica les dades a Wikidata |
|        | Can Terrol               | Llambilles | masia        |                                          | 41° 55′ 37″ N, 2° 50′ 46″ E / 41.9270753245482°N,2.84599357042095°E                                   |                                            |                       | Modifica les dades a Wikidata |
|        | Can Terrol Nou           | Llambilles | masia        |                                          | 41° 55′ 38″ N, 2° 50′ 47″ E / 41.9272199334074°N,2.8463671132093°E                                    |                                            |                       | Modifica les dades a Wikidata |
|        | Can Tolosa               | Llambilles | masia        |                                          | 41° 55′ 09″ N, 2° 51′ 02″ E / 41.9190922129675°N,2.85046270568026°E                                   |                                            |                       | Modifica les dades a Wikidata |
|        | Can Tolosa Nou           | Llambilles | masia        |                                          | 41° 55′ 07″ N, 2° 50′ 59″ E / 41.9186140045575°N,2.84981261632353°E                                   |                                            |                       | Modifica les dades a Wikidata |
|        | Can Tolosa del Clot      | Llambilles | masia        |                                          | 41° 55′ 07″ N, 2° 52′ 14″ E / 41.9186391922212°N,2.87049437936784°E                                   |                                            |                       | Modifica les dades a Wikidata |
|        | Can Toni Pla             | Llambilles | masia        |                                          | 41° 55′ 18″ N, 2° 50′ 21″ E / 41.9216887832385°N,2.8390720554324°E                                    |                                            |                       | Modifica les dades a Wikidata |
|        | Can Toron                | Llambilles | masia        |                                          | 41° 55′ 41″ N, 2° 50′ 54″ E / 41.928087274583°N,2.84839130540161°E                                    |                                            |                       | Modifica les dades a Wikidata |
|        | Can Troques              | Llambilles | masia        |                                          | 41° 55′ 12″ N, 2° 53′ 21″ E / 41.9199648278036°N,2.88928059030178°E                                   |                                            |                       | Modifica les dades a Wikidata |
|        | Can Vaireda              | Llambilles | masia        |                                          | 41° 55′ 58″ N, 2° 51′ 25″ E / 41.9327546008743°N,2.85682367394506°E                                   |                                            |                       | Modifica les dades a Wikidata |
|        | Can Valenzuela           | Llambilles | masia        |                                          | 41° 55′ 21″ N, 2° 50′ 20″ E / 41.9224811747446°N,2.83892534324735°E                                   |                                            |                       | Modifica les dades a Wikidata |
|        | Can Veguer               | Llambilles | masia        |                                          | 41° 55′ 19″ N, 2° 51′ 01″ E / 41.9219742039976°N,2.85032331687529°E                                   |                                            |                       | Modifica les dades a Wikidata |
|        | Can Verneda              | Llambilles | masia        |                                          | 41° 55′ 46″ N, 2° 51′ 00″ E / 41.9295395152184°N,2.85002822042156°E                                   |                                            |                       | Modifica les dades a Wikidata |
|        | Can Vilà                 | Llambilles | masia        |                                          | 41° 55′ 30″ N, 2° 51′ 30″ E / 41.9248664370158°N,2.85825239495411°E                                   |                                            |                       | Modifica les dades a Wikidata |
|        | Can Vinyes               | Llambilles | masia        |                                          | 41° 55′ 10″ N, 2° 51′ 28″ E / 41.9194708046945°N,2.85779401466204°E                                   |                                            |                       | Modifica les dades a Wikidata |
|        | Can Xifre                | Llambilles | masia        |                                          | 41° 55′ 07″ N, 2° 50′ 58″ E / 41.9186945916891°N,2.84945064592956°E                                   |                                            |                       | Modifica les dades a Wikidata |
|        | Can Xileno               | Llambilles | masia        |                                          | 41° 55′ 09″ N, 2° 50′ 24″ E / 41.9192043837229°N,2.840127471994°E                                     |                                            |                       | Modifica les dades a Wikidata |
|        | Can Xiu                  | Llambilles | masia        |                                          | 41° 55′ 21″ N, 2° 50′ 33″ E / 41.922567171039°N,2.84248285939177°E                                    |                                            |                       | Modifica les dades a Wikidata |
|        | Can Xiu II               | Llambilles | masia        |                                          | 41° 55′ 28″ N, 2° 50′ 23″ E / 41.9245357608284°N,2.83966792541659°E                                   |                                            |                       | Modifica les dades a Wikidata |
|        | Casa de Núria            | Llambilles | masia        |                                          | 41° 55′ 27″ N, 2° 51′ 46″ E / 41.9242054018791°N,2.8627523946132°E                                    |                                            |                       | Modifica les dades a Wikidata |
|        | Mas Boada                | Llambilles | masia        |                                          | 41° 55′ 26″ N, 2° 51′ 38″ E / 41.923996°N,2.860523°E 153 msnm                                         |                                            |                       | Modifica les dades a Wikidata |
|        | Mas Esteve               | Llambilles | masia        |                                          | 41° 54′ 59″ N, 2° 51′ 42″ E / 41.9162870204018°N,2.86157552733406°E                                   |                                            |                       | Modifica les dades a Wikidata |
|        | Mas Moixó                | Llambilles | masia        |                                          | 41° 54′ 51″ N, 2° 50′ 46″ E / 41.9141776925819°N,2.84606075541781°E                                   |                                            |                       | Modifica les dades a Wikidata |
|        | Mas Montserrat           | Llambilles | masia        |                                          | 41° 55′ 09″ N, 2° 51′ 42″ E / 41.9192953399993°N,2.86161726414054°E                                   |                                            |                       | Modifica les dades a Wikidata |
|        | Mas Morell               | Llambilles | masia        | Estil: arquitectura popular              | 41° 55′ 43″ N, 2° 52′ 46″ E / 41.928727°N,2.879333°E 160 msnm                                         | bé integrant del patrimoni cultural català |                       | Modifica les dades a Wikidata |
|        | Mas Serra                | Llambilles | masia        |                                          | 41° 54′ 52″ N, 2° 51′ 19″ E / 41.9145770861402°N,2.8553690397193°E                                    |                                            |                       | Modifica les dades a Wikidata |
|        | Mon Repòs                | Llambilles | masia        |                                          | 41° 55′ 29″ N, 2° 51′ 04″ E / 41.9248213429703°N,2.85108853680718°E                                   |                                            |                       | Modifica les dades a Wikidata |
|        | Torre de Llambilles      | Llambilles | masia        |                                          | 41° 55′ 28″ N, 2° 51′ 26″ E / 41.9245500053723°N,2.85728825660333°E                                   |                                            |                       | Modifica les dades a Wikidata |
|        | Vil·la Carla             | Llambilles | masia        |                                          | 41° 55′ 52″ N, 2° 51′ 18″ E / 41.9312122531273°N,2.85507817090169°E                                   |                                            |                       | Modifica les dades a Wikidata |
|        | el Puig d'en Felet       | Llambilles | masia        |                                          | 41° 55′ 04″ N, 2° 51′ 30″ E / 41.9179131706396°N,2.85823160520321°E                                   |                                            |                       | Modifica les dades a Wikidata |
|        | els Rosers               | Llambilles | masia        |                                          | 41° 55′ 19″ N, 2° 50′ 36″ E / 41.921883631428°N,2.84319607942411°E                                    |                                            |                       | Modifica les dades a Wikidata |
|        | l'Arboç                  | Llambilles | masia        |                                          | 41° 55′ 04″ N, 2° 52′ 01″ E / 41.9178333963748°N,2.86683000556547°E                                   |                                            |                       | Modifica les dades a Wikidata |
|        | l'Escon                  | Llambilles | masia        |                                          | 41° 55′ 12″ N, 2° 51′ 04″ E / 41.9199758470861°N,2.8512083392953°E                                    |                                            |                       | Modifica les dades a Wikidata |
|        | la Casa Nova             | Llambilles | masia        | Estil: arquitectura popular              | 41° 55′ 23″ N, 2° 52′ 17″ E / 41.922986°N,2.871448°E                                                  | bé integrant del patrimoni cultural català |                       | Modifica les dades a Wikidata |
|        | la Torre                 | Llambilles | masia        | Estil: arquitectura popular 16th century | 41° 55′ 25″ N, 2° 51′ 24″ E / 41.92371°N,2.85673°E ca:A 430 m al nord-oest nucli, Llambilles 146 msnm | bé integrant del patrimoni cultural català | La Torre (Llambilles) | Modifica les dades a Wikidata |

## muntanya
| imatge | Nom                      | Ubicat a                     | instància de | Detalls | coordenades                                                  | Protecció | Commons (més fotos) | Dades a WD                    |
| ------ | ------------------------ | ---------------------------- | ------------ | ------- | ------------------------------------------------------------ | --------- | ------------------- | ----------------------------- |
|        | Puig Ventalló            | Cassà de la Selva Llambilles | muntanya     |         | 41° 54′ 38″ N, 2° 52′ 05″ E / 41.9106°N,2.86792°E 215.6 msnm |           |                     | Modifica les dades a Wikidata |
|        | roca de les Trenta Creus | Cassà de la Selva Llambilles | muntanya     |         | 41° 54′ 43″ N, 2° 52′ 16″ E / 41.912°N,2.87118°E 192 msnm    |           |                     | Modifica les dades a Wikidata |

## pont
| imatge | Nom               | Ubicat a   | instància de | Detalls | coordenades                                                         | Protecció | Commons (més fotos) | Dades a WD                    |
| ------ | ----------------- | ---------- | ------------ | ------- | ------------------------------------------------------------------- | --------- | ------------------- | ----------------------------- |
|        | Pas de les Roques | Llambilles | pont         |         | 41° 55′ 56″ N, 2° 53′ 35″ E / 41.9321184797854°N,2.89297464346595°E |           |                     | Modifica les dades a Wikidata |
|        | Pont del General  | Llambilles | pont         |         | 41° 54′ 57″ N, 2° 50′ 47″ E / 41.9158173282975°N,2.84635828632873°E |           |                     | Modifica les dades a Wikidata |

## Misc
| imatge | Nom                             | Ubicat a                                               | instància de                                  | Detalls                                    | coordenades | Protecció                                  | Commons (més fotos) | Dades a WD                    |
| ------ | ------------------------------- | ------------------------------------------------------ | --------------------------------------------- | ------------------------------------------ | --- | ------------------------------------------ | ------------------- | ----------------------------- |
|        | Llambilles                      | Llambilles                                             | jaciment arqueològic                          |                                            | 41° 55′ 18″ N, 2° 51′ 29″ E / 41.92161111111111°N,2.857972222222222°E                                                           | bé integrant del patrimoni cultural català |                     | Modifica les dades a Wikidata |
|        | Molí d'en Tolosa                | Llambilles                                             | molí d'aigua                                  | Estil: arquitectura popular                | | bé integrant del patrimoni cultural català |                     | Modifica les dades a Wikidata |
|        | Rajoleria Can Quintana          | Llambilles                                             | teuleria                                      | Estil: arquitectura popular                | | bé integrant del patrimoni cultural català |                     | Modifica les dades a Wikidata |
|        | Serra d'en Biosca               | Cruïlles, Monells i Sant Sadurní de l'Heura Llambilles | serra                                         |                                            | 41° 54′ 49″ N, 2° 53′ 30″ E / 41.91361944°N,2.89159722°E 762 msnm                                                               |                                            |                     | Modifica les dades a Wikidata |
|        | Torre Vilardell                 | Llambilles                                             | casa                                          | Estil: arquitectura eclèctica 19th century | 41° 55′ 14″ N, 2° 51′ 31″ E / 41.920633°N,2.858552°E ca:C. de l'Església 138 msnm                                               | bé integrant del patrimoni cultural català | Torre Vilardell     | Modifica les dades a Wikidata |
|        | Veïnat de la Carretera          | Llambilles                                             | assentament humà entitat singular de població | 53 hab                                     | 41° 55′ 15″ N, 2° 51′ 02″ E / 41.920805555556°N,2.8505277777778°E 41° 55′ 16″ N, 2° 51′ 09″ E / 41.921041°N,2.852471°E 125 msnm |                                            |                     | Modifica les dades a Wikidata |
|        | casa consistorial de Llambilles | Llambilles                                             | casa consistorial                             |                                            | 41° 55′ 19″ N, 2° 51′ 34″ E / 41.9218963°N,2.8594607°E                                                                          |                                            |                     | Modifica les dades a Wikidata |
|        | cementiri de Llambilles         | Llambilles                                             | cementiri                                     |                                            | 41° 55′ 16″ N, 2° 52′ 02″ E / 41.9212384442172°N,2.86724502104811°E                                                             |                                            |                     | Modifica les dades a Wikidata |